# اندیس جوزدان
جوزدان یک اندیس مصالح ساختمانی است که در حوالی شهر لنجان استان اصفهان قرار دارد و مادهٔ معدنی موجود در آن، سنگ تزئینی است.  